# Jahbme akka
Jahbme akka, "dödsgumman", är en gudom i samisk religion, tillhörande de så kallade akkorna. I den samiska religionen härskar hon över underjorden och de dödas värld, och var därmed en dödsgudinna och underjordens drottning. Hon har jämförts med den nordiska mytologins dödsgudinna, Hel.